# مقاييس اللغة
مقاييس اللغة معجم لغوي ألفه ابن فارس معتمدا على خمسة كتب عظيمة هي:
1. كتاب العين للخليل بن أحمد الفراهيدي.
2. غريب الحديث لأبي عبيد القاسم بن سلاّم.
3. الغريب المصنف لأبي عبيد القاسم بن سلاّم أيضا.
4. كتاب المنطق لابن السكيت.
5. الجمهرة لابن دريد.

## ترتيب المعجم
رُتب معجم مقاييس اللغة على ترتيب حروف الهجاء من حرف الألف إلى الياء، وقد اعتمد في ترتيبه على منهج ابن دريد غير أن منهج ابن فارس يختلف فيما عدا ذلك عن منهج ابن دريد في أنه طرح مبدأ التقاليب، واتخذ مبدأ الأصول في مواده اللغوية، وقد جعل معجمه مقسمًا على عدد حروف الهجاء، وجعل كل حرفٍ منها كتابًا، فكتاب الهمزة ثم كتاب الباء ثم كتاب التاء وهكذا، فكلمة بقل في كتاب الباء، وكلمة قبل في كتاب القاف، ثم قسم ابن فارس كل كتابٍ إلى ثلاثة أبواب على أساس الأبنية؛ أولها باب الثنائي المضاعف فباب الثلاثي وأخيرا ما زاد على الثلاثي المجرد، وهذا تقسيم صغير وبسيط ومحكم وقد جعل ابن فارس الحرف الأول من اللفظ أساسا من تصنيف ألفاظ معجمه.
اتبع ابن فارس طريقة فريدة في ترتيب مواد معجمه؛ فالحرف الثاني في كل كلمة لم يكن يبدأ من أول الحروف الهجائية بل من الحرف التالي لأول الكلمة، فمثلاً: في باب الجيم يبدأ بكلمة «جح» وبعدها «جخ» ثم «جد» حتى يصل لكلمة «حو» ثم يعود فيذكر كلمة «جأ» ثم «جب» ثم «جث».

## خصائص المعجم
أما خصائص معجم المقاييس فهي التركيز والإيجاز، فهو يهمل شرح بعض الألفاظ، ويتجاوز عن ذكر بعض اللغويين الذين يقتبس منهم وخاصة الخليل وابن دريد وابن السكيت اكتفاء منه بإشاراته إلى فضلهم في مقدمة معجمه، ومن خصائصه أيضا عنايته بالمجاز واهتمامه بالدخيل وعنايته بالكلمات المنحوته وبخاصة الرباعي، بالإضافة إلى تنظيم مادة المعجم.
صدر معجم مقاييس اللغة سنة 1946 في القاهرة في 6 أجزاء بتحقيق عبد السلام هارون.